# 이민우 (배우)
이민우(본명: 이동민, 1976년 3월 15일 ~ )는 대한민국의 배우이다. 아역배우로 연기를 시작하였으며, 성인이 된 후에도 여러 드라마에서 주연을 맡았다.

## 출연

### 드라마
| 연도 | 방송사  | 제목                                            | 역할                                  | 비고     |
| ---- | ------- | ----------------------------------------------- | ------------------------------------- | -------- |
| 1983 | MBC     | 조선왕조 오백년 - 뿌리깊은 나무                 | 단종                                  |          |
| 1984 | KBS1    | KBS TV 문학관 - 저승새                          | 동자승                                |          |
| 1985 | KBS1    | 은빛 여울                                       | 차돌                                  |          |
| 1985 | KBS1    | KBS TV 문학관 - 수몰촌                          |                                       |          |
| 1986 | MBC     | 꾸러기                                          | 이한새                                |          |
| 1987 | MBC     | MBC 베스트셀러극장 - 만월                       | 석이                                  |          |
| 1988 | KBS1    | 만수의 크리스마스                               | 만수                                  |          |
| 1989 | MBC     | 초대받지 않은 여행                              | 어린 상철                             |          |
| 1989 | KBS2    | 하늘아 하늘아                                   | 정조                                  |          |
| 1990 | MBC     | 조선왕조 오백년 - 대원군                        | 순종                                  |          |
| 1990 | MBC     | 우리들의 천국                                   | 박선수                                |          |
| 1990 | KBS2    | 빙점                                            | 유지섭                                |          |
| 1990 | MBC     | 어둔 하늘 어둔 새                               |                                       |          |
| 1993 | SBS     | 공룡선생                                        | 민우                                  |          |
| 1993 | KBS2    | 일월                                            |                                       |          |
| 1993 | KBS1    | 당신이 그리워질때                               | 태현                                  |          |
| 1994 | KBS2    | 한명회                                          | 연산군                                |          |
| 1994 | MBC     | 어머니                                          | 정혜선 아들 이정길 사미자 피입양 아들 |          |
| 1994 | KBS1    | 춘향전                                          | 이몽룡                                |          |
| 1994 | KBS1    | 사랑이 꽃피는 교실                              | 인수                                  |          |
| 1995 | KBS 2TV | 개성시대                                        | 도건욱                                |          |
| 1995 | KBS 2TV | 드라마게임 - 민우 대 민우                       | 민우                                  |          |
| 1996 | MBC     | 별                                              | 강정훈                                |          |
| 1996 | KBS 1TV | 찬란한 여명                                     | 박영효                                |          |
| 1996 | KBS 2TV | 전설의 고향 - 사후절부야물                      |                                       |          |
| 1996 | KBS 2TV | 스타트                                          | 김민우                                |          |
| 1996 | KBS 1TV | 용의 눈물                                       | 양녕대군                              |          |
| 1997 | KBS 2TV | 전설의 고향 - 걸귀                              |                                       |          |
| 1997 | KBS 2TV | 전설의 고향 - 망자의 소원                       |                                       |          |
| 1997 | KBS 2TV | 전설의 고향 - 초야                              | 김 도령                               |          |
| 1997 | SBS     | 70분 드라마 - 1997 LIFE                         | 상진                                  |          |
| 1998 | KBS 2TV | 일요베스트 - 세 여자 이야기                     |                                       |          |
| 1998 | MBC     | 수줍은 연인                                     |                                       |          |
| 1998 | KBS 1TV | 내사랑 내곁에                                   | 허세찬                                |          |
| 1999 | SBS     | 카이스트                                        | 이민재                                |          |
| 1999 | MBC     | Y2K                                             | 공진혁                                |          |
| 1999 | KBS 2TV | 초대                                            | 김현태                                |          |
| 1999 | SBS     | TV영화 러브스토리 - 오픈 엔디드                 | 상호                                  |          |
| 2000 | KBS 2TV | 성난 얼굴로 돌아보라                            | 이동진                                |          |
| 2000 | KBS 2TV | RNA                                             | 남우석                                |          |
| 2000 | SBS     | 자꾸만 보고싶네                                 | 김은열                                |          |
| 2000 | MBC     | 뉴 논스톱                                       | 이민우                                |          |
| 2001 | MBC     | MBC 베스트극장 - 열병                           | 준기                                  |          |
| 2001 | KBS 2TV | 여자는 왜?                                      | 민우                                  |          |
| 2002 | SBS     | 오남매                                          | 김창민                                |          |
| 2002 | KBS 2TV | 천국의 아이들                                   | 서양길                                |          |
| 2002 | SBS     | 여인천하                                        | 임백령                                |          |
| 2003 | KBS 1TV | 무인시대                                        | 정중부의 아들, 정균                   |          |
| 2006 | KBS 1TV | 열아홉 순정                                     | 홍우경                                |          |
| 2007 | MBC     | MBC 베스트극장 - 동쪽마녀의 첫 번째 남자        | 영우                                  |          |
| 2007 | MBC     | 메리대구 공방전                                 | 선도진                                |          |
| 2008 | MBC     | 비포 앤 애프터 성형외과                         | 강민구                                | 특별출연 |
| 2008 | KBS 2TV | 전설의 고향 - 기방괴담                          | 효랑                                  |          |
| 2009 | MBC     | 살맛 납니다                                     | 김기욱 / 김형주                       | 특별출연 |
| 2010 | SBS     | 인생은 아름다워                                 | 이수일                                |          |
| 2011 | KBS 2TV | 강력반                                          | 이동석                                | 특별출연 |
| 2011 | KBS 2TV | 공주의 남자                                     | 영양위 정종                           |          |
| 2012 | TV조선  | 아버지가 미안하다                               | 동식                                  |          |
| 2012 | KBS 2TV | KBS 드라마 스페셜 연작 시리즈 - 소녀탐정 박해솔 | 유석원                                |          |
| 2012 | TvN     | 결혼의 꼼수                                     | 서장원                                |          |
| 2012 | MBC     | 아들녀석들                                      | 김태주                                |          |
| 2012 | JTBC    | 사기꾼들                                        | 진행                                  |          |
| 2013 | SBS     | 원더풀 마마                                     | 이장호                                |          |
| 2013 | TvN     | 연애조작단; 시라노                              | 고도일                                |          |
| 2013 | EBS 1TV | 토크쇼 부모                                     | 진행                                  |          |
| 2014 | KBS 2TV | 조선 총잡이                                     | 고종                                  |          |
| 2015 | KBS 1TV | 그대가 꽃                                       | 현경석                                |          |
| 2016 | KBS 2TV | 저 하늘에 태양이                                | 남정호                                |          |
| 2022 | TvN     | 작은 아씨들                                     | 원상우                                |          |

### 예능
| 연도 | 방송사 | 제목             | 배역         | 비고 |
| ---- | ------ | ---------------- | ------------ | ---- |
| 1996 | KBS1   | TV는 사랑을 싣고 | 출연, 게스트 |      |
| 1999 | KBS2   | TV는 사랑을 싣고 | 출연, 게스트 |      |
| 2015 | TV조선 | 이것은 실화다    | 진행, 변호사 |      |
| 2017 | KBS1   | 천상의 컬렉션    | 출연         | 9회  |

### 영화
| 연도 | 제목                     | 배역   | 비고 |
| ---- | ------------------------ | ------ | ---- |
| 1997 | 삘구                     | 삘구   |      |
| 1999 | A+삶                     | 용준   |      |
| 1999 | 건축무한육면각체의 비밀  | 장덕희 |      |
| 1999 | 질주                     | 박상진 |      |
| 2005 | 국방홍보영화 블루 드래곤 |        |      |
| 2013 | 우리 선희                | 이상우 |      |
| 2014 | 자유의 언덕              | 박광현 |      |
| 2017 | 데드 어게인              |        |      |

### 연극
- 1998년 《로미오와 줄리엣》

## CF
- 1982년 동일레나운 아놀드파마 - 볼링
- 1982년 해태제과 쵸코픽 - 살짝 찍어 드세요
- 1983년 한국크노르 스프 - 요들송
- 1985년 해태제과 새코미 - 새콤하다
- 1985년 롯데제과 스카치캔디 - 할머니
- 1985년 청보식품 홈라면
- 1985년 롯데제과 빠다코코낫 - 마트
- 1986년 롯데제과 빼빼로 - 호돌이 뺏지
- 1986년 롯데제과 월드콘 - 스낵코너
- 1987년 동양제과 코랄버터캔디 - 아기천사
- 1987년 해태음료 썬키스트 레몬 - 산뜻해져요
- 1988년 IQ점프 - 보안관
- 1989년 롯데제과 카스타드 - 카스타드케익
- 1991년 안국약품 토비콤 - 형제 편
- 1991년 빙그레 해씨호씨 - 형제 편 (최상진, 이의정과 함께 출연)
- 1992년 롯데제과 씨리얼 - 도서관 1편
- 1992년 중앙교육진흥연구소 에이플러스 가정교사 - 민우와 친구 편
- 1993년 롯데제과 씨리얼 - 도서관 2편
- 1993년 중앙교육진흥연구소 에이플러스 가정교사 - 여고생 편
- 1994년 캬라멜로 - 녹여봐
- 1998년 농심 너구리 - 신랑 신부
- 1999년 농심 신라면 큰사발 - 야외극장
- 1999년 롯데칠성음료 꼬마 콜드 - 따서 마신다
- 2007년 SK텔레콤 네이트

## 수상 및 후보
| 연도 | 시상식              | 부문                           | 작품                              | 비고 |
| ---- | ------------------- | ------------------------------ | --------------------------------- | ---- |
| 1984 | KBS 방송연기대상    | 아역상                         | KBS TV 문학관 - 저승새            | 수상 |
| 1984 | 제20회 백상예술대상 | 아역상                         | KBS TV 문학관 - 저승새            | 수상 |
| 1994 | KBS 연기대상        | 아역상                         | 당신이 그리워질때, 춘향전, 한명회 | 수상 |
| 1995 | 제31회 백상예술대상 | 신인연기상                     | 춘향전                            | 수상 |
| 1999 | SBS 연기대상        | 특별상                         | 카이스트                          | 수상 |
| 2011 | KBS 연기대상        | 중편드라마부문 남자 우수연기상 | 공주의 남자                       | 후보 |
| 2011 | KBS 연기대상        | 베스트 커플상 (with 홍수현)    | 공주의 남자                       | 수상 |
| 2016 | KBS 연기대상        | 일일극부문 남자 우수연기상     | 저 하늘에 태양이                  | 후보 |

## 특이 사항
이민우는 배우 정태우, 안재모, 최수종와 더불어 조선의 왕 역할을 많이 맡아 화제다. 작품과 배역은 다음과 같다.
| 연도 | 방송사 | 제목                            | 배역   | 비고 |
| ---- | ------ | ------------------------------- | ------ | ---- |
| 1983 | MBC    | 조선왕조 오백년 - 뿌리깊은 나무 | 단종   |      |
| 1989 | KBS2   | 하늘아 하늘아                   | 정조   |      |
| 1990 | MBC    | 조선왕조 오백년 - 대원군        | 순종   |      |
| 1994 | KBS2   | 한명회                          | 연산군 |      |
| 2014 | KBS2   | 조선 총잡이                     | 고종   |      |